# Вільховатка
Вільхова́тка (до 1962 року — Вільхуватка) — село в Україні, у Кобеляцькій міській громаді Полтавського району Полтавської області. Населення становить 747 осіб. Колишній центр Вільховатської сільської ради.

## Географія

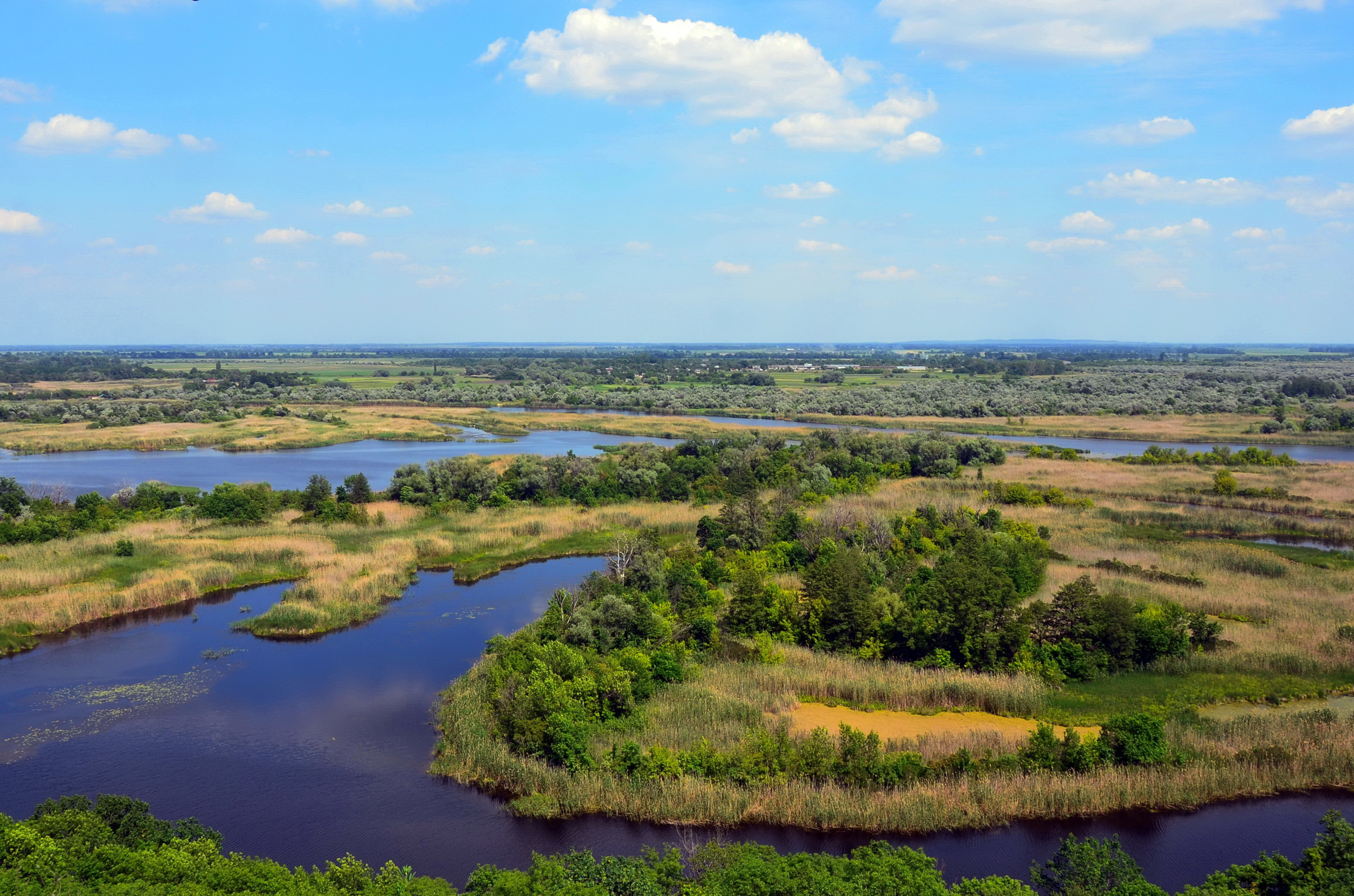
На горизонті Вільховатка

Село Вільховатка знаходиться на лівому березі річки Ворскла на початку її дельти, нижче за течією на відстані 4 км розташоване село Шевченки. 

## Назва
На деяких картографічних ресурсах досі позначене за старою назвою (Вільхуватка).

## Історія
12 червня 2020 року, відповідно до розпорядження Кабінету Міністрів України № 721-р «Про визначення адміністративних центрів та затвердження територій територіальних громад Полтавської області», село увійшло до складу Кобеляцької міської громади.
19 липня 2020 року, в результаті адміністративно - територіальної реформи та ліквідації Кобеляцького району, село увійшло до складу новоутвореного Полтавського району Полтавської області.

## Економіка
- Птахо-товарна ферма.
- ЗАТ «Вільховате».
- ТОВ «Співдружність Агротехмаш».

## Об'єкти соціальної сфери
- Школа І-ІІ ст.

## Пам'ятки
- Регіональний ландшафтний парк «Нижньоворсклянський».